# Johnston City (Illinois)
Johnston City je grad u američkoj saveznoj državi Ilinois. Prema popisu stanovništva iz 2010. u njemu je živjelo 3.543 stanovnika.